# Martin Remmelg
Martin Remmelg (ur. 23 grudnia 1989 w Kardla) – estoński biathlonista.
Po raz pierwszy na arenie międzynarodowej pojawiła się w 2008 roku, kiedy wystąpiła na Mistrzostwach Europy w Nové Město na Moravě. Zajęła tam między innymi 36. miejsce w bieg pościgowy.
W Pucharze Świata zadebiutowała 12 stycznia 2011 roku w Ruhpolding, zajmując 88. miejsce w biegu indywidualnym.

## Osiągnięcia

### Mistrzostwa świata
| Rok  | Miejscowość | Konkurencje | Konkurencje | Konkurencje | Konkurencje | Konkurencje | Konkurencje | Konkurencje |
| Rok  | Miejscowość | IN          | SP          | PU          | MS          | RL          | MR          | SR          |
| ---- | ----------- | ----------- | ----------- | ----------- | ----------- | ----------- | ----------- | ----------- |
| 2015 | Kontiolahti | 102.        | DNF         | nd.         | nd.         | nd.         | nd.         | –           |

### Mistrzostwa świata juniorów
| Rok  | Miejscowość | Konkurencje | Konkurencje | Konkurencje | Konkurencje | Konkurencje | Konkurencje | Konkurencje |
| Rok  | Miejscowość | IN          | SP          | PU          | MS          | RL          | MR          | SR          |
| ---- | ----------- | ----------- | ----------- | ----------- | ----------- | ----------- | ----------- | ----------- |
| 2009 | Canmore     | 58.         | 57.         | 54.         | nd.         | nd.         | nd.         | –           |
| 2010 | Torsby      | 74.         | 37.         | 40.         | nd.         | 15.         | nd.         | –           |

### Mistrzostwa Europy
| Rok  | Miejscowość          | Konkurencje | Konkurencje | Konkurencje | Konkurencje | Konkurencje | Konkurencje | Konkurencje |
| Rok  | Miejscowość          | IN          | SP          | PU          | MS          | RL          | MR          | SR          |
| ---- | -------------------- | ----------- | ----------- | ----------- | ----------- | ----------- | ----------- | ----------- |
| 2008 | Nové Město na Moravě | 62.         | 51.         | 36.         | nd.         | nd.         | nd.         | –           |
| 2010 | Otepää               | 32.         | 43.         | 38.         | nd.         | nd.         | nd.         | –           |
| 2011 | Ridnaun              | 48.         | DNS         | nd.         | nd.         | nd.         | nd.         | –           |
| 2014 | Nové Město na Moravě | 46.         | 61.         | nd.         | nd.         | 15.         | nd.         | –           |
| 2015 | Otepää               | 33.         | 31.         | 42.         | nd.         | nd.         | nd.         | –           |
| 2016 | Tiumeń               | nd.         | 56.         | 50.         | nd.         | nd.         | 4.          | –           |
| 2017 | Duszniki-Zdrój       | 50.         | 39.         | 47.         | nd.         | nd.         | nd.         | –           |
| 2018 | Ridnaun              | 72.         | 103.        | nd.         | nd.         | nd.         | nd.         | –           |

### Puchar Świata

#### Miejsca w klasyfikacji generalnej
| Sezon     | Miejsce           |
| --------- | ----------------- |
| 2010/2011 | niesklasyfikowany |
| 2011/2012 | niesklasyfikowany |
| 2012/2013 | niesklasyfikowany |
| 2013/2014 | niesklasyfikowany |
| 2014/2015 | niesklasyfikowany |
| 2015/2016 | niesklasyfikowany |
| 2016/2017 | niesklasyfikowany |
| 2018/2019 |                   |